# Sangamon megye
Sangamon megye az Amerikai Egyesült Államokban, azon belül Illinois államban található. Megyeszékhelye és legnagyobb városa Springfield. Lakosainak száma 196 343 fő (2020. április 1.). Sangamon megye Menard, Logan, Macon, Christian, Montgomery, Macoupin, Morgan és Cass megyékkel határos.

## Népesség
A megye népességének változása:
| Lakosok száma | 197 835 | 198 914 | 199 269 | 199 145 | 198 712 | 196 343 |
|               | 2010    | 2011    | 2012    | 2013    | 2015    | 2020    |